# Govenia viaria
Govenia viaria är en orkidéart som beskrevs av Robert Louis Dressler. Govenia viaria ingår i släktet Govenia och familjen orkidéer.
Artens utbredningsområde är Costa Rica. Inga underarter finns listade i Catalogue of Life.